# Grosso (moneta)
Il grosso (anche Groschen, grosh, Grosch, grosz, gros) è una piccola moneta d'argento emessa a partire dal Medioevo in diversi paesi.

## Distribuzione geografica
Il valore storicamente era compreso tra alcuni e una dozzina di denari.  È stato coniato nel Medioevo nei seguenti paesi:
- Italia (dal 1172)
- Francia (dal 1266)
- Boemia (dal 1300, successivamente adottato dalla maggior parte dei paesi dell'Europa centrale)
- Polonia (dal 1367, 3,2 grammi di argento, equivalenti a 12 denari)
- Svizzera (emesso dalla Zecca di Bellinzona dal 1503 al 1529)

In Catalogna il suo equivalente era il Croat, emesso per la prima volta nel 1285.
Più tardi l'uso del grosso è stato abbandonato nella maggior parte degli stati mentre altri hanno continuato a coniare soltanto monete di peso minore del grosso originale.
In Polonia dal 1526 venivano coniate monete da 1/2 grosso, da 1 grosso, da un grosso e mezzo, da 2, 3, 4 e 6 grossi.  Il loro peso è diminuito gradualmente fino ad 1,8 g di argento e dal 1752 furono sostituiti da monete di rame dello stesso nome.
In tempi moderni il nome è stato adottato per due valute:
- In Polonia il grosz (plurale: grosze o groszy) è la centesima parte dello złoty polacco
- In Austria il Grosch (plurale: Groschen) era la centesima parte dello scellino austriaco.

Nell'Ucraina occidentale grosh è ancora il termine in gergo per la copeca, la centesima parte di una hryvnia.  Anche la parola ucraina per denaro, hroshi, deriva da questo termine.